# لينتون جارنر
لينتون جارنر (بالإنجليزية: Linton Garner)‏ هو عازف بيانو أمريكي، ولد في 25 مارس 1915 في غرينزبورو في الولايات المتحدة، وتوفي في 6 مارس 2003 في فانكوفر في كندا.

## وصلات خارجية
- لينتون جارنر على موقع ميوزك برينز (الإنجليزية)
- لينتون جارنر على موقع ديسكوغز (الإنجليزية)